# 제43회 서울독립영화제
제43회 서울독립영화제는 2017년 11월 30일에 열린 시상식이다.

## 수상 및 후보

### 대상
- 이월 - 김중현 수상

### 최우수장편상
- 살아남은 아이 - 신동석 수상

### 최우수단편상
- 손의 무게 - 이수아 수상

### 심사위원상
- 얼굴들 - 이강현 수상
- (OO) - 오서로 수상

### 열혈스태프상
- 사냥의 밤 - 신성아 수상

### 독립스타상- 배우부문
- 죄 많은 소녀 - 전여빈 수상
- 한낮의 우리 - 문혜인 수상

### 새로운선택상
- 국가에 대한 예의 - 권경원 수상

### 새로운시선상
- 피의 연대기 - 김보람 수상

### 집행위원회특별상
- 국경의 왕 - 임정환 수상

### 독불장군상
- 소성리 - 박배일 수상
- 얼굴들 - 이강현 수상

### 관객상
- 나만 없는 집 - 김현정 수상
- 소공녀 - 전고운 수상

### 심사위원특별언급
- 봄동 - 채의석 수상

### 경쟁부문 - 단편
- (OO) - 오서로
- Here Winter - 이규태
- You are my sunshine - 황보새별
- 경멸 - 곽승민
- 김장 - 이다나
- 나만 없는 집 - 김현정
- 내 얘기를 들어보세요 - 백순도
- 능력소녀 - 김수영
- 당산 - 김건희
- 당신도 주성치를 좋아하시나요? - 강동완
- 대리 드라이버 - 백승환
- 대자보 - 곽은미
- 밝은 미래 - 허정재
- 백일몽 - 강혜연
- 별이 빛나는 밤에 - 이종훈
- 불청객 - 이승엽
- 사냥의 밤 - 장은주
- 손의 무게 - 이수아
- 시소 - 차유경
- 심심 - 김승희
- 썬데이 - 이서희
- 의자 위 여자 - 박준영
- 자유로 - 황슬기
- 직무유기 - 신지훈
- 한낮의 우리 - 김혜진
- 혀 - 김미조
- 혜리 - 송주성
- 홀려라 - 이미지

### 경쟁부문 - 장편
- 말해의 사계절 - 허철녕
- 살아남은 아이 - 신동석
- 소공녀 - 전고운
- 소성리 - 박배일
- 얼굴들 - 이강현
- 이월 - 김중현
- 죄 많은 소녀 - 김의석
- 초행 - 김대환
- 카운터스 - 이일하
- 히치하이크 - 정희재

### 새로운 선택
- 12月 4日 - 김지안
- 9월 - 신나리
- Manimals - 오지현
- 그 책 - 이정식
- 그 카페 - 김아영
- 기념사진 - 정민주
- 너의 말 - 우경희
- 누나의 가출 - 이혜빈 외 1명
- 마더곤 - 박미선
- 마지막 웃음 - 채경훈
- 봄동 - 채의석
- 소설가 정연씨의 일일 - 구나현
- 아르카디아 프로젝트 - 김새봄
- 알로하 - 김다솜
- 얄개들 - 유수진
- 염색 - 조한솔
- 율리안나 - 김도준
- 있는 존재 - 박시우
- 헬로 - 신후승
- 개의 역사 - 김보람
- 국가에 대한 예의 - 권경원
- 국경의 왕 - 임정환
- 로타리 - 우윤식
- 홍수 - 조윤경
- 플레이온 - 변규리
- 피의 연대기 - 김보람

### 특별초청 - 단편
- 2박 3일 - 조은지
- FERUZA - 김예영 외 1명
- 나는 아직도 당신이 궁금하여 자다가도 일어납니다 - 요조 외 1명
- 내 차례 - 김나경
- 맥북이면 다 되지요 - 장병기
- 변성기 - 박준호
- 사창리 - 오세인
- 산나물 처녀 - 김초희
- 설계자 - 민병훈
- 시국페미 - 강유가람
- 야간근무 - 김정은
- 엄마 - 임승미
- 영피플인코리아 - 정해성
- 은명 - 김한라
- 익명자들 - 변재규
- 장례난민 - 한가람
- 조인성을 좋아하세요 - 정가영
- 종달리 - 한동혁
- 주여! - 이정주
- 콘크리트의 불안 - 장윤미
- 혜영 - 김용삼

### 특별초청 - 장편
- 굿바이 마이 러브 NK - 김소영
- 박화영 - 이환
- 벼꽃 - 오정훈
- 소은이의 무릎 - 최헌규
- 아파트 생태계 - 정재은
- 튼튼이의 모험 - 고봉수
- 해원 - 구자환
- 호랑이보다 무서운 겨울손님 - 이광국
- 황제 - 민병훈 외 1명

### 특별전
- 수리세 - 홍기선
- 파랑새 - 홍기선 외 2명
- 가슴에 돋는 칼로 슬픔을 자르고 - 홍기선
- 끝없는 싸움 - 에바다 - 박종필
- 장애인 이동권 투쟁보고서 - 버스를 타자! - 박종필
- 거리에서 - 박종필
- 내일부터 우리는 - 윤성호
- 아이돌 권한대행 - 박현진 외 1명

### 해외초청
- 알파고 - 그렉 코스
- 잠자리의 눈 - 쉬빙
- 프리 앤 이지 - 겅준
- 미세스 팡 - 왕빙
- 뉴턴 - 아미트 마서카
- 레퀴엠: J를 위하여 - 보얀 불레티치
- 스베타 - 잔나 이사바예바
- 도쿄의 밤하늘은 항상 가장 짙은 블루 - 이시이 유야